# Státní znak Paraguaye
Státní znak Paraguaye je tvořen zlatou pěticípou hvězdou obklopenou zeleným věncem z vavřínových a olivových ratolestí. V opisu je černý název státu REPUBLICA DEL PARAGUAY (česky Paraguayská republika) v bílém, černě lemovaném prstenci. Celý znak má černou kruhovou obrubu.
Nejznámější umístění znaku je na lícové straně paraguayské vlajky. Na rubové straně vlajky není umístěn rub tohoto znaku, ale pečeť paraguayského ministerstva financí.

## Historie
Po vyhlášení nezávislosti (14. května 1811) neužívala Paraguay až do roku 1842 státní znak. V roce 1823 (dle jiných zdrojů již v roce 1821) byla zavedena státní pečeť a v roce 1840 také pečeť ministerstva financí, které de facto funkci státního znaku plnily. (nejsou obrázky)
25. listopadu 1842 byl zaveden státní znak (společně s první kodifikovanou vlajkou, na jejíž lícové straně byl umístěn). Znak byl odvozen ze státní pečeti. Na rubu vlajky byl emblém vycházející z pečeti ministerstva financí. Znak tvořila zlatá pěticípá hvězda, podložená červenými paprsky a obklopená zeleným věncem z olivových a vavřínových ratolestí. Ratolesti byly svázány v dolní části červenou stuhou.
Zřejmě v roce 1883 byl státní znak upraven. Tato a všechny další změny se vždy projevily i na vlajce. Zlatá hvězda byla podložena zlatými paprsky a stuha svazující ratolesti byla nově v národních barvách. Kolem horní části znaku byl opis REPUBLICA DEL PARAGUAY. Vše obklopovaly dvě soustředné kružnice (vnější červená, vnitřní modrá). Znak užívaný až do roku 1954 byl graficky a výtvarně často měněn (barvy, pevnina, obloha i paprsky).
V roce 1954 byla do věnce přidána modrá vodní hladina (předtím tam byla žlutohnědá pevnina), které se dotýkala dvěma cípy zlatá hvězda, nyní bez paprsků (není obrázek).
V polovině 70. let byla vodní hladina vypuštěna, ale vrátilo se podložení zlatými paprsky.
V roce 1994 (dle jiných zdrojů již v roce 1990 nebo 1991) došlo k další změně státního znaku. Zlatá hvězda byla v modrém kruhu. V opisu byl zlatý název státu (REPUBLICA DEL PARAGUAY) v červeném prstenci a celý znak měl černou obrubu.

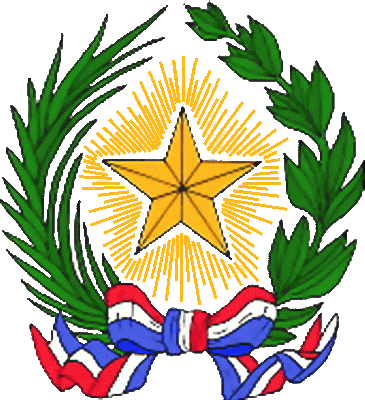
Paraguayský znak (1842–1883)
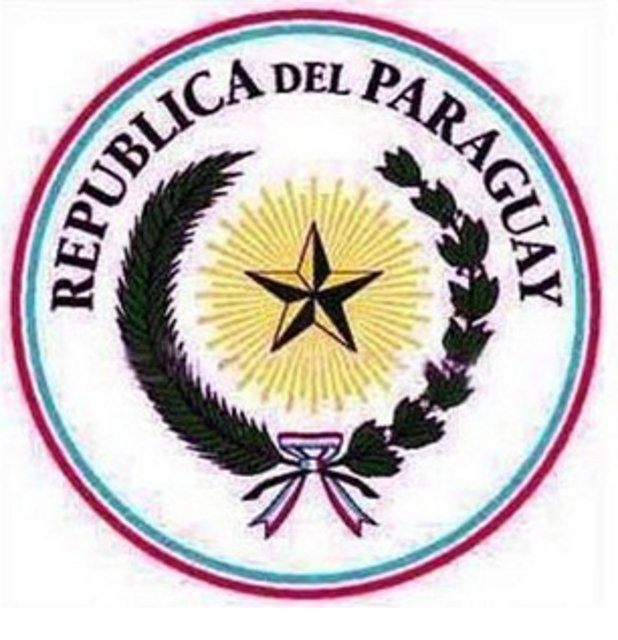
Paraguayský znak (1883–1954)
Paraguayský znak (1954–2013)

K poslední změně státního znaku došlo v roce 2013. Barva zlatých písmen byla změněna na černou a červený prstenec byl vypuštěn.

## Další použití znaku
Paraguayský státní znak je vyobrazen na lícové straně státní vlajky nebo (v různých historických variantách) na paraguayských bankovkách.

Paraguayská vlajka Poměr stran: 11:20